# Кривец (Ярославская область)
Кривец — село в Мышкинском районе Ярославской области России. 
В рамках организации местного самоуправления входит в Приволжское сельское поселение, в рамках административно-территориального устройства — в Зарубинский сельский округ.

## География
Расположено на левом берегу Волги, в 87 километрах к западу от центра города Ярославля и в 6 километрах к северу от центра города Мышкин.

## История
Каменная церковь села Кривца построена помещиком Иосифом Ивановичем Кожиным в 1766 году, вместо деревянной 1726 года. Церковь имела три престола: во имя Св. Троицы, во имя св. Николая и препод. Макария Калязинского. 
В конце XIX — начале XX века село входило в состав Сменцовской волости Мышкинского уезда Ярославской губернии.
С 1929 года село являлось центром Кривецкого сельсовета Мышкинского района, с 1954 года — в составе Зарубинского сельсовета, с 2005 года — в составе Приволжского сельского поселения.

## Население
| 1859 | 2002 | 2007 | 2010 |
| ---- | ---- | ---- | ---- |
| 47   | ↗130 | ↗135 | ↘106 |

Согласно результатам переписи 2002 года, в национальной структуре населения русские составляли 92 % из 130 жителей.

## Достопримечательности
В селе расположены руинированные остатки Церкви Троицы Живоначальной (1766).